# Димитрије Нешић
Димитрије Нешић (Београд, 20. октобар 1836 — Београд, 9. мај 1904) био је српски математичар, професор, политичар и академик. Нешић је био ректор Велике школе, председник Српске краљевске академије, министар просвете и члан Државног савета.

## Биографија
Димитрије Нешић је рођен 8/20. октобра 1836. године у Београду. Био је најстарије дете Стојана Нешића, занатлије, и Савке, домаћице. После завршене шесторазредне гимназије, 1854. уписује студије на Лицеју. Као државни питомац студије наставља од 1855. на Великој техничкој школи у Бечу и ту остаје до 1858. Затим је од 1858. до 1862. студирао у Карлсруеу на Политехници.
Указом кнеза Михаила Обреновића постављен је 1. новембра 1862. за суплента на катедри за математику, која је тада била упражњена одласком Емилијана Јосимовића за професора у Артиљеријској школи.
Законом од 24. септембра 1863. Лицеј је прерастао у Велику школу, био је међу првих осам професора Велике школе који су бирали остали наставни кадар. Димитрије Нешић је био професор на Великој школи од њеног оснивања до одласка у пензију 20. јануара 1894.
Његов рад на Великој школи био је од пресудног значаја за образовање великог броја математичара који су потом чинили „Београдску школу“ математике. Нешић је од 1862. па до 1887. сам предавао све математичке предмете на београдској Великој школи. Тек 1887. доласком Богдана Гавриловића на Велику школу долази до поделе послова. Повукао се у пензију да би катедру математике предао свом обдареном ђаку и тада већ светски признатом научнику Михаилу Петровићу.
Био је први директор Друге београдске гимназије 1870.
Предавао је еуклидску геометрију, тригонометрију, аналитичку геометрију, комбинаторику, алгебру, диференцијални и интегрални рачун. Модерну наставу увео је управо преко својих уџбеника, јер је сматрао за своју најпречу дужност снабдевање својих студената добрим уџбеницима.
Штампао је 13 научних радова у „Гласнику Српског ученог друштва“ и у „Гласу Српске краљевске академије“.
За потребе кнежевине Србије 1872. је путовао у Беч, Вирцбург, Келн, Брисел са циљем да проучи њихове системе мера и да то знање употреби у Србији. Резултат овог рада био је доношење новог Закона о метарским мерама, који је изгласан у скупштини 1. децембра 1873. Осим текста Закона о метарским мерама, Димитрије Нешић написао је и књигу „Метарске мере“. Ова књига одиграла је огромну просветитељску улогу у области мерења и мера у Србији тога времена. Прво издање штампано је 1874. а друго, допуњено и поправљено, 1877. године.
Димитрије Нешић је био ректор Велике школе у два мандата 1882-1884 и 1893-1894. За редовног члана Српског ученог друштва изабран је 25. јануара 1870. У раду Друштва учествовао је све до његовог спајања са Српском краљевском академијом 1892. године. Када је основана Српска краљевска академија 1. новембра 1886. године, првих шеснаест академика постављено је указом краља Милана Обреновића, без поступка о избору. Међу њима је и Димитрије Нешић. Следеће чланове Академије бирали су сами академици. Димитрије Нешић је био трећи по реду председник Српске краљевске академије изабран 18. новембра 1892, на том положају је био до 31. децембра 1895. Осим тога изабран је 4. децембра 1890. за дописног члана Југословенске академије знаности и умјетности у Загребу. Био је и члан Српског археолошког друштва од његовог оснивања 1883. године.
Одликован је Орденом св Саве II степена 22. фебруара 1883. године. Поводом тридесетогодишњег рада, 1. новембра 1892. одликован је Орденом св. Саве I реда, а орденом Белих орлова IV реда 2. августа 1893. године.
Димитрије Нешић, научник, математичар, просветитељ, културни радник, умро је у својој кућу у Београду 26. априла/9. маја 1904. године у улици Југ Богдановој бр. 5, од срчаног удара. Сахрањен је на Новом гробљу са свим почастима, које су му указали Српска краљевска академија, Београдски универзитет и многобројни поштоваоци.

## Одабрана дела
Његови уџбеници били су:
- Тригонометрија, Београд 1875. (496 стр. + XIV)
- Наука о комбинацијама, Београд 1883. (132 + VIII)
- Алгебарска анализа, I део; Београд 1883. (582 + X)
- Алгебарска анализа, II део; Београд 1883. (670 + XII)